# Marie Louise Habets
Marie Louise Habets (* Januar 1905 in Pittem, Belgien; † Mai 1986 auf Kauaʻi) war eine belgische Krankenschwester, die viele Jahre als Ordensschwester in einem tätigen Orden lebte. Ihre in Einzelheiten etwas verfremdete Lebensgeschichte liegt dem Roman Geschichte einer Nonne von Kathryn Hulme zugrunde, der 1956 erschien.

## Leben
Marie Louise Habets wurde 1905 in Egern, einem Ortsteil von Pittem im belgischen Westflandern, geboren. Schon in jungen Jahren fühlte sie sich zum Ordensleben berufen. 1926 trat sie im Alter von 21 Jahren den Barmherzigen Schwestern von Jesus und Maria bei, einer trotz ihrer apostolischen Arbeit in Krankenhäusern und Schulen klausuriert lebenden Kongregation, deren Mutterhaus sich in Gent befand. Zur Einkleidung wurde ihr der Ordensname Xaverine gegeben.
1933 entsandte man sie in ein Krankenhaus im Belgisch Kongo, deren Personal von der Kongregation der Barmherzigen Schwestern für die Regierung Belgisch Kongos gestellt wurde. 1939 kehrte Sr. Xaverine nach Belgien zurück, da sie sich bei der Arbeit in der dortigen Mission Tuberkulose zugezogen hatte. Kurz darauf wurde ihr Vater von Deutschen getötet, weswegen Sr. Xaverine einen Groll auf die deutschen Besatzer entwickelte, sodass sie sich an der Arbeit der belgischen Widerstandsbewegung beteiligte. Dies brachte sie zu der Ansicht, dass sie ihren Ordensgelübden nicht länger treu bleiben konnte, weshalb sie beim Heiligen Stuhl um die Entbindung von den Gelübden einkam, was zu jener Zeit noch sehr selten vorkam. Am 16. August 1944 wurde sie schließlich exklaustriert und verließ den Konvent in Ukkel, in dem sie zuletzt tätig gewesen war.
Nach dem Austritt ließ sich Habets in dem von den Alliierten befreiten Antwerpen nieder und schloss sich einer britischen Organisation an, die die Verwundeten der Ardennenoffensive pflegte. Das Bombardement Antwerpens durch die Deutschen nicht lange danach, überlebte sie. Nach dem Ende des Zweiten Weltkrieges schickte man Habets nach Deutschland, wo sie sich um belgische Überlebende der Konzentrationslager kümmern sollte. Kathryn Hulmes autobiographisches Werk Undiscovered Country („Das unentdeckte Land“) schildert die erste Begegnung der beiden im Jahre 1945, als beide im Freiwilligendienst der United Nations Relief and Rehabilitation Administration (UNRRA) arbeiteten, einem internationalen Projekt in der Flüchtlingshilfe. Dort gehörte Habets wie auch Hulme dem Team No. 1050 an, das ins bayerische Wildflecken kam, wo etwa 20000 Menschen vorwiegend polnischer Herkunft unter schwierigen Bedingungen in einem Lager lebte.
Gegen Ende des Jahres 1948 wurde Habets von der Internationalen Flüchtlingsorganisation der Vereinten Nationen zur leitenden Schwester für dieses Gebiet ernannt. Nach mehreren Jahren in der Flüchtlingshilfe entschied Habets, dass sie nicht wieder nach Belgien zurückkehren wolle und beantragte ein amerikanisches Visum. Habets und Hulme verließen Antwerpen und kamen im Februar 1951 in New York an. Nach einem kurzen Aufenthalt in Arizona, wo Habets ebenfalls in einem Krankenhaus für Navajo-Indianer arbeitete, zogen Habets und Hulme nach Südkalifornien, wo Habets unter anderem Audrey Hepburn nach einem Reitunfall pflegte, den sie bei den Dreharbeiten zu Denen man nicht vergibt erlitten hatte. Hepburn hatte in der filmischen Umsetzung von Geschichte einer Nonne 1959 die Rolle der Gabrielle van der Mal (alias Marie Louise Habets) übernommen, die im Film Sr. Lukas genannt wurde.
1960 ließen sich Habets und Kathryn Hulme schließlich auf der hawaiianischen Insel Kauaʻi nieder, wo Habets neben ihrer Unterstützung der schriftstellerischen Arbeit Hulmes auch in der häuslichen Krankenpflege tätig war. Miteinander unternahmen sie auch größere Reisen.
Marie Louise Habets starb im Mai 1986 und überlebte ihre Lebensgefährtin damit um fünf Jahre. Habets, die den literarischen  Nachlass Hulmes erbte, vermachte ihn ihrerseits Mitgliedern der eigenen Familie. Aufgrund der Vielzahl der Erben und weil einige von ihnen nicht ausgemacht werden konnten, ist auch nicht eindeutig festzustellen, wer mittlerweile die Rechte an Geschichte einer Nonne innehat, was ein Grund dafür sein dürfte, weshalb das Buch nicht mehr neu aufgelegt wird.

## Bibliographie
- Kathryn Hulme, Undiscovered Country, Atlantic Little Brown, 1966